# Arauzo de Torre
Arauzo de Torre est une commune d'Espagne dans la communauté autonome de Castille-et-León, province de Burgos. Elle s'étend sur 13,59 km2 et comptait environ 91 habitants en 2011.